# トム・ニール
トム・ニール（Tom Neal、1914年1月28日 - 1972年8月7日）は、アメリカ合衆国の俳優である。

## 経歴
1914年1月28日、イリノイ州エバンストンに生まれる。1935年に初めてブロードウェイの舞台に立つ。その後、映画界へ進出した彼は、1945年、エドガー・G・ウルマー監督の低予算フィルム・ノワール『恐怖のまわり道』に出演する。
1950年代前半には、スクリーンの外での言動によって知られることになる。バーバラ・ペイトンをめぐってフランチョット・トーンと喧嘩した際には、トーンを入院させるほどの怪我を負わせた。以後、俳優としての仕事から遠ざかり、造園事業などを行う。1965年、妻を銃殺した容疑で逮捕され、1971年に仮釈放されるまでの6年間を刑務所で過ごした。
1972年8月7日、カリフォルニア州ロサンゼルスにて心臓発作により死去。58歳没。

## フィルモグラフィー

### 映画
- 第三の影（1939年）
- Jungle Girl（1941年）
- Behind the Rising Sun（1943年）
- 恐怖のまわり道（1945年）
- Club Havana（1945年）